# Atropo
Die Atropo war ein U-Boot der Regia Marina. Das in der Friedrich Krupp Germaniawerft in Kiel gebaute Boot kam im Ersten Weltkrieg in der Adria gegen die k.u.k. Kriegsmarine zum Einsatz.

## Baugeschichte
Aus dem Wunsch heraus ein im verbündeten Ausland gebautes U-Boot mit kleiner Verdrängung zu testen, bestellte die italienische Marine 1910 ein solches Boot bei der Germaniawerft. Die Kaiserliche Marine hatte mit solchen Booten bereits gute Erfahrungen gemacht. Im Gegenzug vergab die Kaiserliche Marine ihrerseits einen Auftrag an die Fiat-Werft in Muggiano bei La Spezia für ein von Cesare Laurenti entworfenes U-Boot mit einer Verdrängung von etwa 700 ts.
Das am 29. März 1911 auf Kiel gelegte Boot der italienische Marine, lief am 22. März 1912 vom Stapel und wurde am 5. Februar 1913 der Regia Marina übergeben, die es unter dem Namen Atropo registrierte. Zu diesem Zeitpunkt war das deutsche Boot bei Fiat noch nicht auf Kiel gelegt worden. Es sollte vor Ausbruch des Ersten Weltkrieges nicht mehr ausgeliefert werden und wurde nach dem italienischen Kriegseintritt auf Seiten der Entente noch im Rohbau beschlagnahmt und später unter der Bezeichnung Balilla bei der italienischen Marine in Dienst gestellt.
Die Atropo sollte sich als technisch einwandfreies Zweihüllenboot erweisen, das sich auch im Einsatz bewährte und von seinen Besatzungen im Seekrieg des Ersten Weltkrieges geschätzt wurde.

## Einsatz und Verbleib
Nachdem das Boot die Abnahmeprüfung ohne Beanstandungen überstanden hatte, wurde es dem 2. U-Boot-Geschwader in der Marinebasis La Spezia unterstellt. Bis zum italienischen Kriegseintritt im Mai 1915 wurde es als Schulschiff im Tyrrhenischen Meer genutzt, wobei es zeitweise in der Marinebasis La Maddalena auf Sardinien lag. Mit Beginn der Kriegshandlungen wurde die Atropo unter dem Kommando von Kapitänleutnant Tullio Bonamico nach Venedig zum 1. U-Boot-Geschwader der 1. U-Boot-Flottille verlegt. Während des Krieges operierte das Boot vor allem vor den Marinestützpunkten der k.u.k. Kriegsmarine in der nördlichen Adria. Am 13. Juni 1916 versenkte es unter dem Kommando von Kapitänleutnant und späteren Admiral, Giotto Maraghini, vor der norddalmatinischen Insel Pago den österreichischen Dampfer Albanien mit 1100 BRT. An Bord der Atropo befand sich zu dem Zeitpunkt auch der später von Österreich-Ungarn hingerichtete Irredentist und Marineoffizier Nazario Sauro. Im März 1918 wurde das Boot nach Porto Corsini bei Ravenna verlegt. Nach dem Inkrafttreten des Waffenstillstandes von Villa Giusti am 4. November 1918 operierte das Boot an der dalmatinischen Küste und war an der Besetzung von Buje in Istrien durch italienische Truppen beteiligt. im Zuge der allgemeinen Demobilisierung wurde die Atropo am 23. Januar 1919  schließlich außer Dienst gestellt.
1939 wurde ein zweites U-Boot mit dem Namen Atropo aus der Foca-Klasse bei der Regia Marina in Dienst gestellt.